# 厦门观音山女子围棋队
厦门观音山女子围棋队是一只职业女子围棋队。成立于2013年。在2013年全国围棋团体锦标赛女子团体赛中取得第8名的成绩后进入2013年第一届全国女子围棋甲级联赛。

## 成员
- 教练 张璇（2013年至今）[3]
- 张子涵（2013年至今）
- 鲁佳（2014年-2015年）
- 黑嘉嘉（2014年至今）
- 陆敏全（2016年至今）

## 历史成绩
- 2013年全国围棋团体锦标赛女子团体赛 第8名
- 第一届中国女子围棋甲级联赛 第4名
- 第二届中国女子围棋甲级联赛 第3名
- 第三届中国女子围棋甲级联赛 第6名
- 第四届中国女子围棋甲级联赛 第3名